# Farrux Dustov
Farrux Usanovich Dustov (ur. 22 maja 1986 w Taszkencie) – uzbecki tenisista, reprezentant w Pucharze Davisa.

## Kariera tenisowa
Karierę tenisową Dustov rozpoczął w 2003 roku. W grze pojedynczej wygrał 5 turniejów kategorii ATP Challenger Tour.
W 2010 roku wywalczył srebrny medal podczas igrzysk azjatyckich w Kantonie w konkurencji gry drużynowej. Cztery lata później, w Inczonie wygrał brązowy medal również w zawodach drużynowych.
Od 2005 roku reprezentuje Uzbekistan w Pucharze Davisa.
W rankingu singlowym Dustov najwyżej był na 98. miejscu (23 lutego 2015), a w klasyfikacji deblowej na 176. pozycji (24 lutego 2014).

### Zwycięstwa w turniejach ATP Challenger Tour w grze pojedynczej
| Końcowy wynik | Nr | Data                | Turniej    | Nawierzchnia  | Przeciwnik     | Wynik finału  |
| ------------- | -- | ------------------- | ---------- | ------------- | -------------- | ------------- |
| Zwycięzca     | 1. | 23 lipca 2006       | Penza      | Twarda        | Chen Ti        | 5:7, 6:2, 6:4 |
| Zwycięzca     | 2. | 7 sierpnia 2011     | Pekin      | Twarda        | Yang Tsung-hua | 6:1, 7:6(4)   |
| Zwycięzca     | 3. | 12 maja 2014        | Samarkanda | Ceglana       | Asłan Karacew  | 7:6(4), 6:1   |
| Zwycięzca     | 4. | 22 lutego 2015      | Wrocław    | Twarda (hala) | Mirza Bašić    | 6:3, 6:4      |
| Zwycięzca     | 5. | 4 października 2015 | Ağrı       | Twarda        | Saketh Myneni  | 6:4, 6:4      |